# Melodiile nopții albe
Melodiile nopții albe (în rusă Мелодии белой ночи, transliterat: Melodii beloi noci, în japoneză 白夜の調べ) este o dramă romantică sovieto-japoneză din 1976 regizată de Serghei Soloviov.

## Rezumat
Pianista japoneză Yuko (Komaki Kurihara⁠(d)) călătorește în Uniunea Sovietică pentru a înțelege mai bine creațiile compozitorilor ruși. Ea se îndrăgostește de compozitorul sovietic Ilia (Iuri Solomin), care și-a pierdut părinții în Asediul Leningradului și, de asemenea, și soția în timpul nașterii. Îndrăgostiții se bucură de nopțile albe de vară ale Leningradului, iar Ilia începe să compună un concert pentru pian inspirat de Yuko. Câțiva ani mai târziu, ei se reîntâlnesc în Japonia, la Kyoto, unde Ilia își dirijează concertul pentru pian, iar Yuko este solistă. Ilia află că Yuko este văduvă și începe să aibă sentimente de vinovăție.

## Distribuție
- Komaki Kurihara⁠(d) — Yuko, pianistă japoneză
- Iuri Solomin — Ilia, compozitor-dirijor
- Aleksandr Zbruev — Fedor, fratele lui Ilia, pictor
- Serghei Polejaev — muzician, profesor
- Elizaveta Solodova — mama adoptivă a lui Ilia și Fedor, profesoară de muzică
- Andrei Leontovici — Alioșa, fiul lui Ilia
- Seiji Miyaguchi

## Lansare
A fost lansat în anul 1977 și a avut parte de succes comercial, fiind vizionat de 14,5 milioane de spectatori în cinematografele din Uniunea Sovietică.